# Stavešinski Vrh
Stavešinski Vrh je naselje v Občini Gornja Radgona na Štajerskem.